# 養育費
養育費（よういくひ）とは、未成熟子が社会自立をするまでに必要とされる費用のことである。子供を援助し扶養する親の責任は国際的に認識されており、1992年児童の権利に関する条約は全ての国際連合加盟国が署名し、米国以外のすべての国はこれを批准している。

## 日本における概要
養育費とは、子どもの監護や教育のために必要な費用のことである。子供が経済的・社会的に大人として自立できるまでに要する費用であり、具体的には、衣食住に必要な経費、教育費、医療費などが該当する。典型的には、離婚によって一方の親のみが親権を行うことになった場合に、親権者でなくなった親が支払う義務を負った費用を養育費と呼ぶ。ただし、婚姻関係は養育費の要件ではなく、子供を養育している親は、何らかの事情で別居している他方の親から養育費を受け取ることができる。
養育費の根拠は、扶養義務に依拠する説（民法877条）、婚姻費用分担（民法760条）、夫婦間の扶助義務（民法752条）、子の監護費用（民法766条1項）等がある。877条を根拠とする説が通説であるが、子の監護費用の分担請求と養育費請求は実質的な機能を同じくするものであり、選択的に行使可能と解されている。実務的には、父母が婚姻していれば婚姻費用分担請求のなかで、離婚後や婚姻していない場合は監護費用分担請求のなかで扱われることが一般的である。養育費を同居親の権利と構成した場合は、両親間における「養育費を請求しない」旨の合意も有効となりうるが、民法881条が扶養請求権の処分（放棄を含む）を禁止していることから、子どもが扶養を求める権利は失われない。養育費の請求は法律上の親子関係の存在を前提とするから、何らかの理由で法律上の親子関係が否定される場合は養育費を請求できない（本来の親子関係にある人物に請求することはできる）。
母子家庭の7割超が養育費を受け取れていない状況にあるなど、養育費の不払いが横行しており（後述）、政府が対策を検討している。2018年時点では、子供自身が支援機関に養育費について相談するケースも多いとも言われている。

## 養育費の取り決め
養育費の取り決め（養育費の金額、支払時期、支払期間、支払方法など）は、基本的には当事者間の話し合いによって決められる。話がまとまらない場合は家庭裁判所に判断をゆだねることになる。いずれにせよ、民法では「子の利益を最も優先して考慮しなければならない」としている。

### 金額
養育費の金額は 親の生活水準によって異なり、民法752条の生活保持義務により、子どもは従来の生活水準を維持するのにかかる費用を求めることができる。その際には、家庭裁判所の裁判官が報告した算定表を参考にする場合がある。家庭裁判所の調停によって決められた養育費の額は、子供一人につき月額2〜4万円というケースが多い。これは、正確な養育費を事前に算出できない為である。平均としては母子世帯で月額4万円程度、父子世帯で3万円程度とされるが、後述の通り未払いが横行しており、実際には支払われないことも多い。
養育費の取り決め時に予想し得なかった事情がある場合には、事情変更を理由として養育費の増額又は減額が認められることがある。

### 期間
基本的に日本国憲法で定めている成人とみなされる年齢20歳まで養育費を支払う例が多い（外国の場合は外国の法律で成人とみなされる年齢まで）。当事者との約束で22歳まで支払われる例もある。子供が自立する前に死亡した場合は年齢以上の養育費を支払う必要はない。

### 相殺の禁止
通常の裁判では互いに非があるなどで慰謝料(損害賠償)が相殺されて計算されることがあるが、養育費の場合は一方的な意思表示で慰謝料などと相殺することが法律上認められていない。
1. 相殺が認められるためには、養育費と慰謝料の両方について、支払いを行わなければならない時期が到来している必要がある（民法505条1項）。養育費の支払い時期は原則として月ごとに発生するので、支払いの時期が到来していないことになる。
2. 養育費は、子どもの生活を支える性質のものであり、相殺の対象とすることが禁止されている（民法510条）。
3. 慰謝料(損害賠償)は、不法行為によって生じるものであるため、被害を受けた人を保護する必要があることから、相殺の対象とすることが禁止されている（民法509条）。

ただし、これらの理由と子供の扶養義務を合わせると逆に言えば「親権者が子供を養育できないという理由を盾にして支払いから逃げる」と言った事ができない。また、裁判(もしくは話し合い)で親権を主張する側が3.の理由と扶養義務を主軸に「命じられた慰謝料(損害賠償)が大きすぎて養育できない」「信用が著しくない」などの大きな問題がある場合は親権が認められなかったり、落し所として相殺が認められることがある。

### 減額・免除・返還請求
養育費は一度取り決めをした以上、変更するまで合意内容が有効になるため、返還請求は困難である。しかし、相手の再婚・養子縁組などの事情変更により養育費の金額が不合理な状況になった場合は、話し合いや調停によって減額・免除・返還請求できる可能性がある。
過去に遡っての減額請求（過払い金の返還）を裁判所が判断する際、実務の一般的見識上「養育費減額の効果が発生するのは、実際に減額の請求をした時点からである」ことを前提としているが、相手方が再婚・養子縁組の事実を隠して支払い側に減額請求の機会が与えられなかった場合、個々の事案によって判断され、減額請求時よりも遡って減額を認めるか否かは裁判所の合理的裁量に委ねられている。
ただ、養育費は「子供の養育のためのお金」であるため、親権者が養育費を個人的な用途に費やし続けている、なおかつそれを証明できた場合は返還請求(もしくは親権者変更)することができる。

## 養育費の未払い
養育費は途中で支払われなくなる場合や一方的に減額してくるケースが多い。そういった場合でも、養育費の支払合意を書面にしていると、裁判所に訴え出た時に有利に働く。さらに、調停調書、審判書、公正証書（ただし、公正証書を債務名義とするためには後述の執行受諾文言を要する）などの債務名義を予め得ておけば、裁判所に給料等の差押等の強制執行を申立て、強制的に回収することができる。
2020年4月施行の改正民事執行法第152条の2により「扶養義務等に係る債権」を債務名義とする差押えの場合は税金控除後の給与2分1の部分が差押禁止とされた。すなわち、給与の2分の1までは差押可能となる。ただし、公正証書に基づく給与差押えの場合、正本に、債務者が公正証書正本に記載された債務を履行しない場合、直ちに強制執行に服する旨（執行受諾文言）が記載されていることを要する。差押申し立て手続きは地方裁判所の案内に詳しい。ほか法務省で説明資料やYouTubeでの動画解説を提示している。公正証書作成については、公証人役場が案内している。
また、同民事執行法改正により財産開示手続が充実化され、養育費請求権に基づく債務名義を有している場合は、給与債権情報（≒勤務先情報）の取得も含め、同制度を全体的に利用できることになった。詳細は同項目を参照。
養育費の徴収については、2007年に養育費相談支援センターが設立され、諸外国のような強制力は伴っていないが、書面を作成する場合には公証人役場で作成された公正証書は、約束を守らなかった場合には強制執行ができるという認諾条項の付いたものであれば強制執行を、また 一定の期間内に履行しなければ本来の養育費とは別に一定の金銭を支払うように命じる間接強制にも利用できるなどアドバイスを行っている。
民事裁判の財産開示申し立てにおいて、債務者（開示義務者）は、財産開示期日に出頭して債務者の財産について陳述の義務を負い、債務者（開示義務者）が財産開示期日に出頭しなかったり、債務者の財産について嘘を言った場合は刑事罰が科されることがあるようになった。債務者が呼出しを受けた財産開示期日において、正当な理由なく、出頭せず、又は宣誓を拒んだ場合
・宣誓をした債務者が、正当な理由なく、陳述すべき事項について陳述をせず、又は虚偽の陳述をした場合には、6か月以下の懲役又は50万円以下の罰金が科される（民事執行法213条1項5号6号）。債務者が財産開示手続の呼出しを無視し出頭しない場合には、刑事告発が可能となっている。
法改正により、2004年（平成16年）4月から、養育費等の特則として将来の分の差押えが可能となった。裁判所の調停や判決などで定めた養育費や婚姻費用の分担金など、夫婦・親子その他の親族関係から生ずる扶養に関する権利で、定期的に支払時期が来るものについては、未払分に限らず、将来支払われる予定の、まだ支払日が来ていない分（将来分）についても差押えをすることができる。また、将来分について差し押さえることができる財産は、義務者の給料や家賃収入などの継続的に支払われる金銭で、その支払時期が養育費などの支払日よりも後に来るものが該当し（民事執行法151条の2第1項）、原則として給料などの2分の1に相当する部分までを差し押さえることができる。また、平成17年4月からは金銭債権の中でも、養育費や婚姻費用の分担金など、夫婦・親子その他の親族関係から生ずる扶養に関する権利については、間接強制の方法による強制執行をすることができることになった。これは強制執行とは異なり、定期的に支払時期が来るものに限られない。
2020年5月、実業家の前澤友作は受領できない養育費を元パートナーに代わり支払い、相手に交渉等も行う予定の養育費回収会社（養育費保証サービス）の設立を発表し、3日で5000件以上の申し込みがあったと公表している。しかし、日弁連は、2020年7月17日、会員向けサイトにおいて、このような養育費保証サービスが、弁護士法第73条（譲り受けた権利の実行を業とすることの禁止）、弁護士職務基本規程第11条（非弁護士との提携）及び弁護士法第72条（法律事務の有償周旋、非弁提携）に抵触する可能性があることなどを指摘し、注意喚起を行なっている。そして、2022年1月18日、このような養育費保証サービスにおける養育費保証と回収の問題にあたっては、現在、法務省でも「営利を前提とした第三者が介在」することへの是非が検討され続けており、前澤友作氏の注目度の高さによって、この問題が顕在化したことを原因に、損害賠償請求事件が提起され、その第一回口頭弁論が東京地方裁判所で行われた。
2020年6月、明石市では新型コロナウイルスの感染拡大の影響で困窮するひとり親世帯に対し、緊急措置として不払いになった養育費を市が立て替え、全国初の試みとして相手からの回収も市が担うと発表している。更に2020年7月には養育費を取り決めていない市内のひとり親に対し、裁判の調停費用、公正証書作成に関する手続き費用の全額補助を決め、書類の記入方法や戸籍謄本の取得などのアドバイスも行うこととした。
相談支援センターの電話調査結果によると、養育費の取決めがあるのに一部でも支払われないものの割合は70.3%となっており、全部履行の割合は29.7%ということになる。また、一部不履行のうち、支払われなくなるまでの期間は1 年未満が34.6%と最も多く、3 年未満を合わせると66.7%が3 年以内に支払いがなくなる。
年収の高い父親ほど、養育費を払っている割合は高いが、年収500万円以上の離別父親ですら、その74.1%は養育費を支払っていない。貧困層の父親は「支払い能力の欠如」、非貧困層の父親は「新しい家族の生活優先」が理由となり、どの所得層の父親においても、養育費を支払わないという状況が生み出されているとの分析もある。
政治家でも養育費不足の問題はあり、東京都知事となる舛添要一については、2014年1月現在、元妻片山さつきがその選挙応援を要請されたがその支障になるものとして「舛添さんは障害をお持ちのお子さんに対する慰謝料や扶養が不十分」とインタビューで、公式ブログでは「現時点では舛添氏は、障害をお持ちのご自身の婚外子の扶養について係争になっており、これをきちんと解決していただくこと」が必要と語っている。
日本では一人親家庭の就業率は母子家庭8割・父子家庭9割と諸外国に比較して高いことに反して、有業の一人親家庭の相対的貧困率がOECD加盟国中最も高くなっているが、「夫が全児の親権を行う場合」を1966年に妻側が逆転して以降、妻が全児の親権者となる割合は現在では8割を超えているため、実際に主に困窮しているのは母子家庭である。
2006年現在では離婚や未婚の母に対して子どもと離れて暮らしている父親の実際に支払いがある養育費は2割しかない状況であるが、養育費を取り決めていない理由には、「相手に支払う意思や能力がないと思った」が半数を占めているが、次いで2割が「相手と関わりたくない」という理由をあげている。養育費の文書での取り決め状況・養育費の受給状況共に母親の学歴が上昇するにつれ、割合が上がっている傾向があった。このように養育費は母の状況に左右されている。養育費の受給分析を通じて、養育費が子どもの権利であるという認識が母に、ひいては社会に不足しているとの指摘もある。
養育費徴収強化については、「児童扶養手当の母親の収入申告に養育費を8割算入したことには無理があります。現状では自己申告はほとんどされていないし、養育費を受け取ることを逆に妨げる効果になっています」というシングルマザー支援団体自身が認めている、養育費未申告による児童扶養手当の不正受給問題も解決しなくてはならない。
さらに、生活保護母子世帯においては、別れた相手の学歴も低学歴が多く、生活保護母子世帯の世帯主とのマッチングが高い、また相手は非正規就労など不安定就労のため扶養援助が期待できないとの指摘がある。
国の政策としては、平成14年（2002年）に母子及び寡婦福祉法、児童扶養手当法等を改正し、「児童扶養手当中心の支援」から「就業・自立に向けた総合的な支援」へ転換したところだが、母子家庭の8割が既に就労している現在、就労による増収はパートタイム等で雇用されている母子家庭の母が常用雇用に転換することが有効だが、経済状況が厳しい上に、通常学歴内婚の比率が高いことに加え男女共に学歴が低いほど離婚率は高く 、「離婚は低学歴層に集中して生起している」という離婚女性分析もあるため、正規雇用化は現実的に困難である。国の常用雇用転換奨励金事業において、母子家庭の母と有期雇用契約を結んだ事業主によるOJT計画書の提出件数が平成15年（2003年）4月から平成19年（2007年）12月までの合計で156件、そのうち、常用雇用に転換された者の人数は、128人となっている 。
なお、民法においては、2011年に第766条1項が改正され「子の監護に要する費用の分担」についても離婚の協議事項と初めて明記された。この後、法務省は改正民法が施行された2012年4月からの1年間の結果をまとめた。この法務省の調査によると、2012年4月からの1年間で、未成年の子がいる夫婦の離婚届の提出は13万1254件あったが、面会や交流の方法を決めたのは7万2770件（55%）、養育費の分担を取り決め済みだったのは7万3002件（56%）だった。
養育費の不払いによるひとり親の困窮に対して行われる行政の福祉給付受給については、アメリカでは納税者に遺棄して去った父親の代わりを負わせることへの議論が高まったことにより、1975年社会保障法改正によって、子を監護していない親の養育費支払義務を強制することになった経緯があり、未払いの場合州によっては裁判所で拘禁まで課されることがある。イギリスにおいてもサッチャー政権下に母子世帯の福祉依存と父親の養育費不払いへの批判が高まった結果、ひとり親が所得補助等を利用している場合には1993年から導入された養育費制度の利用が義務付けられている。日本においても、生活保護において非監護親が養育費支払い能力を有する場合でも、監護親世帯が生活保護を受給することにより養育費受給が低減するという研究結果があり、またひとり親に給付される児童扶養手当では、費用負担は国が3分の1、都道府県、市が3分の2であるが2010年の国庫負担分の予算案が1678.4億円、都道府県、市等併せると年間約5,035億円となる。養育費未徴収の福祉給付受給者が増加することが福祉費増大の一因となるため、養育費徴収の実現は財政健全化にも寄与する。

## 共同養育における養育費
養育費の支払い率を上げるために真に有効な手段は、共同養育を行うことである。Braver の調査によれば、単独親権における養育費の支払い率が80%であるのに対して、共同養育における支払い率は97%である。
「養育費の支払いが少ないと親子の交流は少ないが、養育費の支払いが多いと親子の交流は多い」という一般的な傾向がある。「養育費の支払い」と「交流の頻度」のうちで、どちらが原因で、どちらが結果であるかについて、Nepomnyaschy は、経時的なデータを用いて、両者の前後関係を調べた。そして「交流が養育費に与える影響の方が、養育費が交流に与える影響より強い」と結論している。交流が原因で、支払いが結果ということであり、親子関係を切られるので、お金を払わなくなるということである。
日本は、交流の時間が非常に短く、養育費を受け取る割合が非常に少ない国である。日本では、養育費を受け取る離婚母子家庭は、20%ほどである。これは、欧米諸国に比較して、非常に少ない。
同居親は、共同養育になると養育費を減額されてしまうのではないかと心配することがあるが、下に示すように、ある一定程度までは減額されない場合が多い。
単独親権から共同養育になると、養育費の額は、次のようになる。父親と母親の合意があって、裁判所が容認すれば、どのような養育費にすることも可能であるが、裁判所が決める場合には、例えば米国では、次のような方法が用いられる。
共同養育における養育費の考え方の1つは、共同養育になると子供に必要な生活費が増えるという考え方である。例えば、ベッド、布団、玩具、衣類、本、ゲームなどは、両方の家に用意する必要がある。単独親権の場合に子供が必要とする金額に、適当な数（通常は1.5）をかけて、共同養育の場合に子供が必要とする金額とする。これを子供の総収入とする。これを、父親と母親が、それぞれの収入に応じて分担する。子供の総収入と総支出は同額である。子供の総支出のうち、子供と一緒にいる時間の分だけ各親が支出すると期待される。一方の親の「分担額」と、その親に期待される「支出額」との差額が、もう一方の親に渡すお金（養育費）である。もう1つの考えは、単独親権の時の養育費を、固定的な部分（施設費など）と、変動する部分（食費など）に分ける考え方である。固定的な部分は、双方に同じ生活水準を提供する部分でもある。そうして共同養育になれば、変動する部分だけを、子供と一緒にいる時間に比例して減らす。これは、国連の子どもの権利委員会が推奨する方法である
ウィスコンシン州の例では、父親も母親も年収が3万ドルで子供が1人の場合、父親が子供に全く会わない場合の養育費は、月額約600ドルである（2004年のガイドライン）。父親が子供と会う時間が増えても、子供の時間の24%までは、養育費の額は変わらない。しかし、父親が子供と会う時間が、子供の時間の25%以上になると、養育費は減額され、子供の時間の50%になると、養育費は0になる。
オーストラリアの場合、非同居親が支払うべき養育費は、非同居親が子供と過ごす夜の数が1年の30%未満であれば減額されない。ただし、政府が支給する子供手当は、非同居親が子供もと過ごす夜の数が10%以上であれば分割される。

## 諸外国の状況
母子家庭の貧困対策については、アメリカでは母子世帯の増加に伴う福祉給付金の増大という財政問題に加え、母子世帯の福祉依存がアメリカ社会の基盤である「自立」精神を損なうこと、とくに子どもの成長過程で福祉依存が日常化し、福祉依存が継承されることへの危機感が強まって1996年の「福祉から就労へ」という福祉改革となった。一方で、非監護者（主に父親）の養育費徴収強力に推進され、養育費は給与天引きが行われ、養育費サービス機関は、福祉、税務、司法、検察・警察等の各種の行政機関、民間機関等と情報連携・行動連携を取りながら子どもの養育費確保のために動き、滞納者には免許停止やパスポート発行拒否など公権力が行使されている。政府支出も年々増加している一方、全体の受給率は4割にとどまるが、養育費が家計に占める割合が高い貧困母子世帯の受給率が向上しているため、貧困・低所得の母子世帯にとって養育費の状況改善の意味合いは大きいとされている。
イギリスでは、1980年代以降多くの生別母子世帯が貧困で社会保障給付に依存して生活していること、また多くの母子世帯が養育費を得ていないことについて、納税者からは父親の責任を問う声が強まった。私的扶養・家族責任と公的扶養・国家責任との境界をめぐる議論が起こった。現在では子と別に暮らしている親（多くが父親）から強制的に養育費を回収するための手段が取られている 。
養育費確保の行政コストは、国によって大きく異なる。Skinner他(2007)の推計によると、1ユニットの養育費確保にかかった行政コストは、オーストラリアが12%、ニュージーランドが21%、イギリスが68%、アメリカが23%となっている。